# Santiago de la Frontera
Santiago de la Frontera é um município de El Salvador, pertencente ao Distrito de Metapán e ao departamento de Santa Ana. Localiza-se a 98 km da capital nacional, San Salvador.
Possui uma extensão territorial de 44.22 km², com uma população de 9 150 habitantes. Divide-se, para sua administração, em 6 cantões.
Santiago de la Frontera foi fundado por colonizadores espanhóis em 1770, e em 1786 pasou a pertencer ao distrito de Metapán, que pertencia à Intendência de San Salvador. Em 1824, passou a pertencer ao departamento de Sonsonate, e em 1855 retornou para a administração do departamento de Santa Ana. 

## Transporte
O município de Santiago de la Frontera é servido pela seguinte rodovia:
- SAN-18, que liga a cidade de Candelaria de la Frontera ao município de San Antonio Pajonal[1]